# Evangelischer Brüderverein (Deutschland)
Der Evangelische Brüderverein war eine christliche Organisation der Erweckungsbewegung in Deutschland. Der Verein wurde 1850 in Elberfeld (heute Wuppertal) gegründet und hatte sich die Evangelisierung von Namenschristen und Nichtglaubenden zum Ziel gesetzt.

## Vorgeschichte
Schon vor der Revolution von 1848/1849 hatten die aus der Aufklärung erwachsenen Ideen des klassischen Liberalismus zunehmend Verbreitung gefunden. Sowohl durch die revolutionären Ereignisse als auch durch die Frühindustrialisierung kam es zu weitreichenden gesellschaftlichen Umwälzungen. Eine Errungenschaft dieser Zeit war die Vereinigungsfreiheit, die sich in der Gründung zahlreicher Vereine niederschlug. Auch viele erweckte Christen schlossen sich zu Vereinen und Gemeinschaften zusammen, einerseits um Gemeinschaftserlebnisse mit Christen gleicher Prägung zu ermöglichen, andererseits um in der als endzeitlich empfundenen Umbruchphase mit evangelistischen, diakonisch-sozialen oder missionarischen Tätigkeiten aktiv zu werden. Kennzeichen dieser jungen christlichen Organisationen waren Überzeugungen, die sich sowohl aus dem Pietismus als auch aus der Aufklärung nährten, nämlich eine Betonung des Individuums und der Notwendigkeit einer individuellen Bekehrung und Wiedergeburt, die in einem Leben in der Heiligung mündet. Entsprechend wurde in der Verbreitung des Evangeliums von Jesus Christus das einzig wirksame Mittel gesehen, dem wahrgenommenen Verfall der kirchlichen und bürgerlichen Verhältnisse entgegenzuwirken.

## Gründung
Der Evangelische Brüderverein entstand infolge eines Gründungsaufrufs vom 3. Juli 1850. Einer der Mitbegründer war der Elberfelder Kaufmann und Textilfabrikant Hermann Heinrich Grafe (1818–1869), der nicht lange nach der Vereinsgründung den Vorsitz übernahm.

## Arbeitsweise
Der Brüderverein entsandte „Vereinsboten“ bzw. „Sendboten“, um seinen Beitrag zur Verbreitung des Evangeliums zu leisten. Grafe ließ von ihm selbst geschriebene missionarische Flugschriften drucken, in denen weniger die Buße als vielmehr die freie, bedingungslose Gnade Gottes betont wurde. Die Vereinsboten waren überwiegend theologische Laien, die unabhängig von kirchenbehördlicher Einflussnahme agieren konnten. Wo möglich, arbeiteten sie jedoch auch mit den amtierenden Pfarrern zusammen, besonders mit solchen, die als „erweckt“ oder „gläubig“ galten. Ausgehend von Elberfeld wuchs das Arbeitsgebiet des Brüdervereins zunehmend und erstreckte sich bald über weite Teile Westdeutschlands und bis nach Hessen und auf den Hunsrück. Durch die Arbeit der „Boten“ entstanden an vielen Orten Hauskreise und Gemeinschaften.
Der Evangelische Brüderverein hatte ein überkonfessionelles Selbstverständnis. Sowohl Mitglieder als auch Boten rekrutierten sich aus unterschiedlichen Denominationen. Im Laufe der Zeit kam es jedoch dazu, dass einige Mitglieder und Boten sich freikirchlich betätigten. Auf dem Kirchentag 1851 in Elberfeld kam es zu kritischen Anfragen an die kirchenfreie und überkonfessionelle Tätigkeit des Vereins. Daraufhin bekräftigte der Verein seine Allianzhaltung und verabschiedete neue Statuten, in die „die neun Lehrpunkte des evangelischen Bundes“ (d. h. der Evangelischen Allianz) als Bekenntnis aufgenommen wurden. Neue Mitglieder mussten sich mit diesen Lehraussagen einverstanden erklären. Den „arbeitenden Brüdern“ wurde vorgegeben, nur in solchen Gemeinden an Abendmahlsfeiern teilzunehmen, die als organisierte Gemeinden im Rahmen der Evangelischen Allianz gelten konnten.

## Auswirkungen
Manche der durch den Evangelischen Brüderverein entstandenen Hauskreise und Gemeinschaften entwickelten eine zunehmende Distanz zur Volkskirche. Die Gründe dafür lagen einerseits in den durch eigenes Bibelstudium entwickelten Erkenntnissen und andererseits darin, dass die Arbeit des Vereins zum Teil durch kirchliche und staatliche Organe massiv behindert wurde und somit eine unabhängige Entwicklung provoziert wurde. Das bestehende pastorale Amtsverständnis und die kirchlichen Hoheitsrechte wurde in den Gemeinschaften kritisch hinterfragt, eine nur nominelle Kirchenmitgliedschaft kritisiert. Mit der Wiederentdeckung des Priestertums aller Gläubigen bildeten sich eigene „Abendmahlsgemeinschaften“. Vielerorts wurde die geübte landeskirchliche Praxis zunehmend infrage gestellt, zum Beispiel durch ein weitgehend unsakramentales Abendmahls- und Taufverständnis.
Manche dieser entstandenen Kreise verblieben innerhalb der bestehenden Kirchen. Andere entwickelten sich jedoch zunehmend separatistisch. Dabei waren es meist Gewissensgründe, die ihnen das Verbleiben in einer Kirche unmöglich machten, in der bei der Mitgliedschaft und der Teilnahme am Abendmahl kein Unterschied zwischen Glaubenden und Nichtglaubenden gemacht wurde. Auch Grafe selbst gründete 1854 zusammen mit fünf weiteren Männern in Elberfeld eine Freie evangelische Gemeinde, für die er die Kriterien der Arbeit des Brüdervereins erfüllt sah, nämlich dass sie eine Gemeinde im Rahmen der Evangelischen Allianz sein sollte.

## Beendigung der Arbeit des Vereins
Der Verein wurde am 5. November 2008 aufgelöst. Der letzte Vorsitzende war Hans Horn, Waldbröl, der kurz darauf verstarb. Der Bestand des Brüdervereins (Akten, Aufzeichnungen, Bücher, Bilder) wurde an das Archiv der Evangelischen Kirche im Rheinland abgegeben.